# 共产党在塞尔维亚的清洗 (1944年—1945年)
共产党在塞尔维亚的清洗是指1944年—1945年，南斯拉夫人民解放军和游击队和战后的南斯拉夫政府在塞尔维亚开展的清洗，他們针对的是他们眼中的战争罪罪犯、叛国者以及意识形态敌人。这些暴行中的一大部分都发生在1944年10月至1945年5月之间。在此期间，至少有55973人因各种原因身亡，包括被处决或者在拘留营中身亡。受害者（大部分都是被施暴方故意草率处决的）来自不同民族，但主要是德意志人、塞爾維亞族以及马扎尔人。曾有人提出，这些杀戮并非预先策划好的，而是一些人在战后乱局中进行的无组织复仇行为；也有人说那些被处决的受害者其实是在与游击队的交火中阵亡的。 
由于调查仍在继续，所以一直难以确定这段时间里的遇难者具体人数。对遇难者人数的估计说法不一。有资料称在整个塞尔维亚共有至少80000人被处决；另有资料称遇难者人数逾100000。目前能确定约4000名遭游击队杀害的德裔人姓名，但据估计，还有更多的德意志裔人被处决。部分资料将发生在1944年秋季的一系列事件统称为血腥之秋。2009年，塞尔维亚政府成立了一个国家委员会，调查出现在1944年9月12日之后的秘密埋葬地点。委员会汇编出了一部收录有姓名、基本个人生平数据以及受迫害细节的登记册。登记册共记录了55973个名字，其中有27367名南斯拉夫德意志人、14567名塞爾維亞族以及6112名匈牙利人。